# لنز المپوس ام زویکو دیجیتال ئی‌دی ۱۴–۴۲میلی‌متر اف/۳٫۵–۵٫۶
لنز المپوس ام.زویکو دیجیتال ئی‌دی ۱۴-۴۲میلی‌متر اف/۳٫۵-۵٫۶ (به انگلیسی: Olympus M.Zuiko Digital ED 14-42mm f/3.5-5.6 lens) نام لنز دوربین عکاسی از نوع زوم است که توسط شرکت المپوس تولید می‌شود. فاصلهٔ کانونی این لنز ۱۴ تا ۴۲ میلی‌متر، دیافراگم آن دارای  تیغه و ضریب اف آن اف ۳٫۵ تا ۵٫۶ است. این لنز در ۱ ژوئیه ۱۹۰۵ میلادی تولید و عرضه شده‌است.